# 939
939 је била проста година.

## Догађаји
- 19−22. јул — Битка код Симанкаса
- 27. октобар — Енглески краљ Етелстан Сјајни умире; наслеђује га полубрат Едмунд I Величанствени.

## Рођења
- Иго Велики, гроф од Париза, се подигао против краља Луја IV (краљ Француске) и добија подршку Виљема I, војводе од Нормандије. Иго, заједно са Хербертом II, грофом од Вермандоа, Арнулфом I, грофом Фландрије и Вилијамом, одају почаст краљу Отону I (владару Источнофраначког краљевства) и подржавају га у његовој борби против Луја.
- 19. јул – Битка код Симанкаса: калиф Абдурахман III од Кордобе полкреће џихад („Свети рат“) и подиже војску од 100.000 људи да оконча Краљевину Леон. Он руши градове Медина дел Кампо, Оскар и Алказарен (раније напуштене од становништва) и коначно стиже до града Симанкаса (близу данашњег Ваљадолида), где га чекају хришћанске снаге под краљем Рамиром II. После три дана, Рамиро побеђује маварску војску са савезом Кастиље и Наваре. Абдурахман  наређује повлачење дуж реке Дуеро, и убрзо је убијен, највероватније због издаје арапских елемената у маварској војсци.
- 1. август – Битка код Транс-ла-Фореа: Бретонци побеђују викиншке окупаторе.
- 5. август – Битка код Алхандиха: Абдурахман III побеђује гарнизон оних који су лојални Рамиру II код Заморе, у контексту шпанске реконквисте.
- 2. октобар – Битка код Андернаха: Краљ Отон I  угушио побуну против своје владавине, коју је извршила коалиција Еберхарда III, војводе од Франконије, и других франачких војвода, у Андернаху на реци Рајни. Ото превладава, уз подршку Одоа из Ветерауа. Еберхард је убијен док се Гилберт, војвода од Лотарингије (или Лорене) удавио када је покушао да побегне.
- 27. октобар – Краљ Етелстан Сјајни умире у Глостеру након 15-годишње владавине. Сахрањен је у опатији Малмсбери, а наследио га је његов полубрат Едмунд I („Величанствени“). Након Етхелстанове смрти Олаф Гутхфритхсон (или његов рођак, Анлаф Цуаран), викиншки вођа који влада Даблином, проглашен је краљем Јорка (јужно од Нортумбрије).
- Таира но Масакадо, јапански племић, предводи једну од највећих побуњеничких снага у Хеиан периоду против царског двора у Кјоту.
- Нго Куиен, који је претходне године победио Кинезе у бици код Бач Ђанг (938) и тиме повратио независност Вијетнама после 1000 година, постаје краљ Вијетнама.
- 13. јул – Папа Лав VII умире у Риму након 3½ године владавине. Наследио га је папа Стефан VIII као 127. римски папа.

## Смрти
- 27. октобар — Етелстан Сјајни, краљ Енглеске